# Maraba (Damaszek)
Maraba (arab. معربا) – miejscowość w Syrii, w muhafazie Damaszek. W 2004 roku liczyła 10 290 mieszkańców.